# Aspidodiadematidae
Aspidodiadematidae é uma família de ouriços-do-mar que inclui diversos géneros fósseis e dois géneros extantes.

## Descrição
Todos os membros dos dois géneros extantes, Aspidodiadema e Plesiodiadema, têm distribuição natural nas regiões batial e abissal dos mares tropicais, frequentemente nos taludes submarinos de ilhas.
Os géneros Culozoma, Eosalenia e Gymnotiara são apenas conhecidos do registo fóssil.
Os resultados do estudo do desenvolvimento larval da espécie Aspidodiadema jacobyi sugerem que a família deveria ser elevada ao estatuto de ordem como clade irmão da ordem Diadematoida, ou possivelmente ser considerado como clade irmão das outras famílias daquela ordem.

## Géneros
De acordo com a base de dados taxonómicos do World Register of Marine Species, a família Aspidodiadematidae inclui os seguintes géneros e espécies:
| Género        | Autor do género                  | Espécies                        | Autor da espécie                 | Período              |
| ------------- | -------------------------------- | ------------------------------- | -------------------------------- | -------------------- |
| Aspidodiadema | Agassiz, 1878                    | Aspidodiadema africanum         | Mortensen, 1939                  | Extante              |
| Aspidodiadema | Agassiz, 1878                    | Aspidodiadema annulatum         | Koehler, 1927                    | Extante              |
| Aspidodiadema | Agassiz, 1878                    | Aspidodiadema arcitum           | Mortensen, 1939                  | Extante              |
| Aspidodiadema | Agassiz, 1878                    | Aspidodiadema hawaiiense        | Mortensen, 1939                  | Extante              |
| Aspidodiadema | Agassiz, 1878                    | Aspidodiadema intermedium       | Shigei, 1977                     | Extante              |
| Aspidodiadema | Agassiz, 1878                    | Aspidodiadema jacobi            | Agassiz, 1880                    | Extante              |
| Aspidodiadema | Agassiz, 1878                    | Aspidodiadema meijerei          | Doderlein, 1906                  | Extante              |
| Aspidodiadema | Agassiz, 1878                    | Aspidodiadema montanum          | Mironov, 1981                    | Extante              |
| Aspidodiadema | Agassiz, 1878                    | Aspidodiadema nicobaricum       | Doderlein, 1901                  | Extante              |
| Aspidodiadema | Agassiz, 1878                    | Aspidodiadema sinuosum          | Mironov, 1981                    | Extante              |
| Aspidodiadema | Agassiz, 1878                    | Aspidodiadema tonsum            | Agassiz, 1878                    | Extante              |
| Culozoma      | Vadet & Slowik, 2001             |                                 |                                  | †                    |
| Eosalenia     | Lambert in Lambert & Savin, 1905 | Eosalenia jessoni               | Gregory, 1896                    | Bajociano Oxfordiano |
| Eosalenia     | Lambert in Lambert & Savin, 1905 | Eosalenia miranda               | Lambert in Lambert & Savin, 1905 | Bajociano            |
| Gymnotiara    | Pomel, 1883                      |                                 |                                  | †                    |
| Plesiodiadema | Pomel, 1883                      | Plesiodiadema amphigymnum       | (de Meijere, 1902)               | Extante              |
| Plesiodiadema | Pomel, 1883                      | Plesiodiadema antillarum        | (A. Agassiz, 1880)               | Extante              |
| Plesiodiadema | Pomel, 1883                      | Plesiodiadema globulosum        | Agassiz, 1879                    | Extante              |
| Plesiodiadema | Pomel, 1883                      | Plesiodiadema horridum          | (A. Agassiz, 1898)               | Extante              |
| Plesiodiadema | Pomel, 1883                      | Plesiodiadema indicum           | (Doderlein, 1900)                | Extante              |
| Plesiodiadema | Pomel, 1883                      | Plesiodiadema microtuberculatum | Agassiz, 1879                    | Extante              |
| Plesiodiadema | Pomel, 1883                      | Plesiodiadema molle             | (Döderlein, 1901)                | Extante              |

O seguinte cladograma, de acordo com a base taxonómica Catalogue of Life estabelece as seguintes relações:
| Aspidodiadematidae | \| \| Aspidodiadema \| \| \| \| \| \| Plesiodiadema \| \| \| \| |
|                    | \| \| Aspidodiadema \| \| \| \| \| \| Plesiodiadema \| \| \| \| |
|                    | Diadematidae                                                    |
|                    |                                                                 |
|                    | Aspidodiadema                                                   |
|                    |                                                                 |
|                    | Plesiodiadema                                                   |
|                    |                                                                 |

|  | Aspidodiadema |
|  |               |
|  | Plesiodiadema |
|  |               |